# Dipartimento di General Güemes (Salta)
General Güemes è un dipartimento argentino, situato al centro-nord della provincia di Salta, con capoluogo General Güemes.
Esso confina a nord con la provincia di Jujuy, a est con il dipartimento di Anta, a sud con quello di Metán, e ad ovest con i dipartimenti di La Caldera e Capital.
Secondo il censimento del 2010, su un territorio di 2.365 km², la popolazione ammontava a 47.226 abitanti, con un aumento demografico dell'11,8% rispetto al censimento del 2001.
Il dipartimento, nel 2001, era suddiviso in 3 comuni (municipios):
- Campo Santo
- El Bordo
- General Güemes